# Chorthippus saulcyi
Chorthippus saulcyi är en insekt i familjen gräshoppor som förekommer i sydvästra Europa. Populationen listades en längre tid som underart till Chorthippus binotatus och sedan 2011 godkänns den som art.
Denna gräshoppa har flera från varandra skilda populationer i södra Frankrike och i angränsande regioner av nordvästra Italien, Andorra och norra Spanien. Individerna lever i bergstrakter mellan 700 och 2300 meter över havet.
Chorthippus saulcyi vistas i torra och steniga landskap med ett täcke av gräs, buskar och hed. Arten besöker även öppna myrar som ligger i övergången mellan betesmarker och större hedar. Individerna är inte specialiserade på områden som är täckta av buskar från familjen ärtväxter (vad däremot Chorthippus binotatus är). Chorthippus saulcyi äter även gräs och andra växter.
Regionen där gräshoppan lever är svåråtkomlig och en större landskapsförändring är inte trolig. En minskning av boskapsskötseln kan medföra att skogen återhämtar sig i områden som är täckta av gräs och hed. Hela utbredningsområdet uppskattas vara 87 000 km² stort. IUCN listar arten som livskraftig (LC).